# いくつもの星が流れ
「いくつもの星が流れ」（いくつものほしがながれ）は、西城秀樹の69枚目のシングル。1993年11月21日にRCAから発売された。

## 解説
- 前作「ブーメランストレート」から1年ぶりにリリースされたシングルで、文田博資（ヒロスケ）のカバー作品である。
- C/Wの「LOVE SONGを永遠に」は野口五郎が作曲した曲である。西城が野口に「チャリティー・コンサートをするんだけど、その時の曲を作ってほしい」と急きょ依頼をしたことにより制作された。「人の曲は作らない（楽曲提供はしない）」と伝えていたが聞き入れられなかったため最後には作曲したというエピソードを、野口が西城の葬儀・告別式での弔辞で明かした[1] 。

## 収録曲
（全編曲：芳野藤丸）
1. いくつもの星が流れ
作詞・作曲：文田博資
2. LOVE SONGを永遠に
作詞：あまがいりゅうじ／作曲：野口五郎
3. いくつもの星が流れ（オリジナルカラオケ）

## この頃のできごと
- 「STOP AIDS CONCERT」をプロデュースし、横浜で開催した。西城の呼びかけにより寺田恵子、沢田知可子、男闘呼組のほか、やはりアメリカでエイズ撲滅活動を行っているディオンヌ・ワーウィックなど、多数のアーティストが参加した。

## ヒロスケのシングル
両曲とも、作詞・作曲：文田博資（ヒロスケ）、編曲：石田長生

### 収録曲
A面
1. いくつもの星が流れ（4分21秒）

B面
1. また 涙 あふれ（4分09秒）

### 制作スタッフ
- ディレクター：中村たつひこ、田口清（ユイ音楽出版）
- レコーディングエンジニア：加門清邦
- 写真：長濱治
- デザイナー：studio COM